# Rolls-Royce Silver Wraith
Rolls-Royce Silver Wraith är en personbil, tillverkad av den brittiska biltillverkaren Rolls-Royce mellan 1946 och 1959.
Rolls-Royce återupptog produktionen efter andra världskriget med en vidareutveckling av förkrigsmodellen Wraith. Bilen hade modifieringar av motor och bromsar. Motorn var egentligen ett steg bakåt i utvecklingen, då den nu var försedd med F-topp. Bromsarna var hydromekaniska, en typiskt brittisk kompromiss, där frambromsarna var hydrauliska medan bakbromsarna fortfarande var vajer-manövrerade.
Motorn förstorades två gånger under bilens produktionstid genom att cylinderdiametern borrades upp. Först 1951 till 92,1 mm, vilket ger en cylindervolym på 4566 cm³, sedan 1954 till 95,25 mm, vilket ger en cylindervolym på 4887 cm³. Från 1952 tillkom automatlåda som alternativ.
Silver Wraith upprätthöll traditionen där Rolls-Royce levererade ett körklart chassi, sedan fick kunden köpa till en kaross från en fristående karossbyggare efter eget tycke och smak. Rolls-Royce hade dock en katalog med rekommenderade ”standardkarosser” från exempelvis Park Ward eller Hooper, som kunde levereras på kort tid och de flesta kunder valde just en sådan kaross.